# Полисадов, Пётр Васильевич
Пётр Васильевич Полисадов (1848—1876) — русский врач, хирург.
Родился 10 (22) октября 1848 года в Швейцарии, где его отец, впоследствии профессор богословия Санкт-Петербургского университета, В. П. Полисадов был священником русской миссии в Швейцарии, — духовником великой княгини Анны Фёдоровны и настоятелем её домовой церкви.
Учился в одной из Санкт-Петербургских гимназий, откуда поступил в Медико-хирургическую академию. Здесь он был одним из лучших студентов и по окончании курса, в 1872 году, был оставлен на три года при академических клиниках для усовершенствования и для приготовления к докторскому экзамену. Эти три года он провёл в хирургической клинике профессора Богдановского, где работал до начала 1876 года, подготавливая свою докторскую диссертацию. После защиты диссертации он собирался ехать за границу для ознакомления с принятыми там методами проведения операций и лечения ран; но судьба судила иначе. Начались черногорско-турецкая и сербско-турецкая войны, куда общество «Красного креста» планировало направить русский санитарный отряд. В феврале 1876 года Полисадову предложили направиться в составе этого отряда в Черногорию и он принял предложение и выехал из Петербурга. Очень скоро, в начале июня 1876 года, он заразился тифом, свирепствовавшим среди войск, и 14 июня скончался в лазарете в Грахове. Был похоронен возле церкви Святого Георгия, с южной стороны.
Фамилия его занесена на мраморную траурную доску в церкви Медицинской академии, в список воспитанников, ставших жертвой своего служения долгу. За свою короткую жизнь он успел напечатать сочинение: «Тирсотомия, случай расщепления щитовидного хряща при полипах» (в «Протоколах заседаний Санкт-Петербургского общества русских врачей 1874—75 г.» и в «Медицинском обозрении» за 1875 год). 

## Источник
- Полисадов, Петр Васильевич // Русский биографический словарь : в 25 томах. — СПб.—М., 1896—1918.